# Distrito de Bourg-en-Bresse
El distrito de Bourg-en-Bresse (en francés arrondissement de Bourg-en-Bresse) es una división administrativa francesa del departamento de Ain, en la región de Auvernia-Ródano-Alpes. Su capital, y prefectura del departamento, es Bourg-en-Bresse.

## Historia
Cuando se creó en 1790 el departamento de Ain, el distrito de Bourg-en-Bresse fue uno de los distritos del departamento.

## Geografía
El distrito de Bourg-en-Bresse tiene una superficie de 3 104.8 km², el mayor del departamento. También es el más poblado con una población, en 2014, de 350 548, y una densidad poblacional de 112,91 habitantes/km².
Es el más occidental de los distritos del departamento. Limita al noroeste con el departamento de Saona y Loira, al noreste con el departamento de Jura, al este con los distritos de Nantua y Belley, al sureste con departamento de Isère y al sur y oeste con el departamento del Ródano.

## División territorial

### Cantones
Luego de la reorganización de los cantones en Francia, los cantones no son subdivisiones de los distritos por lo que pueden tener comunas que pertenecen a distritos diferentes.
Los cantones en el distrito de Bourg-en-Bresse son:
1. Attignat
2. Bourg-en-Bresse-1
3. Bourg-en-Bresse-2
4. Ceyzériat
5. Châtillon-sur-Chalaronne
6. Lagnieu (parcialmente)
7. Meximieux
8. Miribel
9. Pont-d'Ain (parcialmente)
10. Replonges
11. Saint-Étienne-du-Bois
12. Trévoux
13. Villars-les-Dombes
14. Vonnas

### Comunas
Los comunas, con sus códigos, del distrito de Bourg-en-Bresse son:
1. L'Abergement-Clémenciat (01001)
2. Ambérieux-en-Dombes (01005)
3. Arbigny (01016)
4. Ars-sur-Formans (01021)
5. Asnières-sur-Saône (01023)
6. Attignat (01024)
7. Bâgé-la-Ville (01025)
8. Bâgé-le-Châtel (01026)
9. Balan (01027)
10. Baneins (01028)
11. Beaupont (01029)
12. Beauregard (01030)
13. Béligneux (01032)
14. Bény (01038)
15. Béréziat (01040)
16. Bey (01042)
17. Beynost (01043)
18. Birieux (01045)
19. Biziat (01046)
20. Bohas-Meyriat-Rignat (01245)
21. La Boisse (01049)
22. Boissey (01050)
23. Bouligneux (01052)
24. Bourg-en-Bresse (01053)
25. Bourg-Saint-Christophe (01054)
26. Boz (01057)
27. Bressolles (01062)
28. Buellas (01065)
29. Certines (01069)
30. Ceyzériat (01072)
31. Chalamont (01074)
32. Chaleins (01075)
33. Chaneins (01083)
34. Chanoz-Châtenay (01084)
35. La Chapelle-du-Châtelard (01085)
36. Charnoz-sur-Ain (01088)
37. Châtenay (01090)
38. Châtillon-la-Palud (01092)
39. Châtillon-sur-Chalaronne (01093)
40. Chavannes-sur-Reyssouze (01094)
41. Chavannes-sur-Suran (01095)
42. Chaveyriat (01096)
43. Chevroux (01102)
44. Civrieux (01105)
45. Cize (01106)
46. Coligny (01108)
47. Condeissiat (01113)
48. Confrançon (01115)
49. Cormoranche-sur-Saône (01123)
50. Cormoz (01124)
51. Corveissiat (01125)
52. Courmangoux (01127)
53. Courtes (01128)
54. Crans (01129)
55. Cras-sur-Reyssouze (01130)
56. Crottet (01134)
57. Cruzilles-lès-Mépillat (01136)
58. Curciat-Dongalon (01139)
59. Curtafond (01140)
60. Dagneux (01142)
61. Dommartin (01144)
62. Dompierre-sur-Chalaronne (01146)
63. Dompierre-sur-Veyle (01145)
64. Domsure (01147)
65. Drom (01150)
66. Druillat (01151)
67. Étrez (01154)
68. Faramans (01156)
69. Fareins (01157)
70. Feillens (01159)
71. Foissiat (01163)
72. Francheleins (01165)
73. Frans (01166)
74. Garnerans (01167)
75. Genouilleux (01169)
76. Germagnat (01172)
77. Gorrevod (01175)
78. Grand-Corent (01177)
79. Grièges (01179)
80. Guéreins (01183)
81. Hautecourt-Romanèche (01184)
82. Illiat (01188)
83. Jassans-Riottier (01194)
84. Jasseron (01195)
85. Jayat (01196)
86. Journans (01197)
87. Joyeux (01198)
88. Laiz (01203)
89. Lapeyrouse (01207)
90. Lent (01211)
91. Lescheroux (01212)
92. Lurcy (01225)
93. Malafretaz (01229)
94. Mantenay-Montlin (01230)
95. Manziat (01231)
96. Marboz (01232)
97. Marlieux (01235)
98. Marsonnas (01236)
99. Massieux (01238)
100. Meillonnas (01241)
101. Messimy-sur-Saône (01243)
102. Meximieux (01244)
103. Mézériat (01246)
104. Mionnay (01248)
105. Miribel (01249)
106. Misérieux (01250)
107. Mogneneins (01252)
108. Montagnat (01254)
109. Montceaux (01258)
110. Montcet (01259)
111. Le Montellier (01260)
112. Monthieux (01261)
113. Montluel (01262)
114. Montmerle-sur-Saône (01263)
115. Montracol (01264)
116. Montrevel-en-Bresse (01266)
117. Neuville-les-Dames (01272)
118. Neuville-sur-Ain (01273)
119. Neyron (01275)
120. Niévroz (01276)
121. Ozan (01284)
122. Parcieux (01285)
123. Péronnas (01289)
124. Pérouges (01290)
125. Perrex (01291)
126. Peyzieux-sur-Saône (01295)
127. Pirajoux (01296)
128. Pizay (01297)
129. Le Plantay (01299)
130. Polliat (01301)
131. Pont-d'Ain (01304)
132. Pont-de-Vaux (01305)
133. Pont-de-Veyle (01306)
134. Pouillat (01309)
135. Priay (01314)
136. Ramasse (01317)
137. Rancé (01318)
138. Relevant (01319)
139. Replonges (01320)
140. Revonnas (01321)
141. Reyrieux (01322)
142. Reyssouze (01323)
143. Rignieux-le-Franc (01325)
144. Romans (01328)
145. Saint-André-de-Bâgé (01332)
146. Saint-André-de-Corcy (01333)
147. Saint-André-d'Huiriat (01334)
148. Saint-André-le-Bouchoux (01335)
149. Saint-André-sur-Vieux-Jonc (01336)
150. Saint-Bénigne (01337)
151. Saint-Bernard (01339)
152. Saint-Cyr-sur-Menthon (01343)
153. Saint-Denis-lès-Bourg (01344)
154. Saint-Didier-d'Aussiat (01346)
155. Saint-Didier-de-Formans (01347)
156. Saint-Didier-sur-Chalaronne (01348)
157. Sainte-Croix (01342)
158. Sainte-Euphémie (01353)
159. Saint-Éloi (01349)
160. Sainte-Olive (01382)
161. Saint-Étienne-du-Bois (01350)
162. Saint-Étienne-sur-Chalaronne (01351)
163. Saint-Étienne-sur-Reyssouze (01352)
164. Saint-Genis-sur-Menthon (01355)
165. Saint-Georges-sur-Renon (01356)
166. Saint-Germain-sur-Renon (01359)
167. Saint-Jean-de-Niost (01361)
168. Saint-Jean-de-Thurigneux (01362)
169. Saint-Jean-sur-Reyssouze (01364)
170. Saint-Jean-sur-Veyle (01365)
171. Saint-Julien-sur-Reyssouze (01367)
172. Saint-Julien-sur-Veyle (01368)
173. Saint-Just (01369)
174. Saint-Laurent-sur-Saône (01370)
175. Saint-Marcel (01371)
176. Saint-Martin-du-Mont (01374)
177. Saint-Martin-le-Châtel (01375)
178. Saint-Maurice-de-Beynost (01376)
179. Saint-Maurice-de-Gourdans (01378)
180. Saint-Nizier-le-Bouchoux (01380)
181. Saint-Nizier-le-Désert (01381)
182. Saint-Paul-de-Varax (01383)
183. Saint-Rémy (01385)
184. Saint-Sulpice (01387)
185. Saint-Trivier-de-Courtes (01388)
186. Saint-Trivier-sur-Moignans (01389)
187. Salavre (01391)
188. Sandrans (01393)
189. Savigneux (01398)
190. Sermoyer (01402)
191. Servas (01405)
192. Servignat (01406)
193. Simandre-sur-Suran (01408)
194. Sulignat (01412)
195. Thil (01418)
196. Thoissey (01420)
197. Tossiat (01422)
198. Toussieux (01423)
199. Tramoyes (01424)
200. La Tranclière (01425)
201. Trévoux (01427)
202. Valeins (01428)
203. Val-Revermont (01426)
204. Vandeins (01429)
205. Varambon (01430)
206. Verjon (01432)
207. Vernoux (01433)
208. Versailleux (01434)
209. Vescours (01437)
210. Vésines (01439)
211. Villars-les-Dombes (01443)
212. Villemotier (01445)
213. Villeneuve (01446)
214. Villereversure (01447)
215. Villette-sur-Ain (01449)
216. Villieu-Loyes-Mollon (01450)
217. Viriat (01451)
218. Vonnas (01457)